# Аршалынский район
Аршалы́нский райо́н (каз. Аршалы ауданы) — административная единица в составе Акмолинской области Казахстана.
Административный центр — посёлок Аршалы.

## География
Район расположен на юго-востоке Акмолинской области, на казахском мелкосопочнике. Площадь территории — 5,4 тыс. км², что составляет 3,75 % от всей территории области (14-й район по размеру территории в области). Протяжённость с запада на восток равна 100 км, с юга на север — 110 км.
Граничит:
- с районами Акмолинской области:
  - на северо-западе с Целиноградским районом;
  - на северо-востоке с Ерейментауском районом;

- с районами Карагандинской области:
  - на юге с Осакаровским районом;
  - на юго-западе с Нуринским районом.

Восточную часть занимают невысокие южные отроги гор Ерейментау. Климат континентальный. 3има холодная, продолжительная; средняя температура января −17 °C; лето умеренно-жаркое, средняя температура июля 20 °C. Среднегодовое количество атмосферных осадков 300—350 мм. По территории района протекает река Ишим с притоками Кызылмола, Оленты. Большинство небольших рек летом пересыхает. Множество озёр. Самые крупные: Улькен и Киши Сарыоба, Балыктыколь, Танаколь, Байдалы, Шалкар, Кызылколь и другие.
Преобладают тёмно-каштановые почвы, большая часть которых распахана в период освоения целинных и залежных земель. Аршалынский район находится в пределах сухостепной зоны. Растут степной ковыль, ковыль-волосатик, типчак, овсец, полынь и другие растения; на побережьях озёр и рек — сенокосы; на склонах сопок — берёза, тополь, таволга, шиповник, жимолость и др. Обитают: волк, лисица, барсук, тушканчик, суслик; в водоёмах — ондатра; в камышовых зарослях — кабан; из птиц гнездятся гусь, утка, чайка, куропатка, тетерев, журавль, скопа.

## История
Район был образован первоначально как — Вишне́вский, Постановлением Президиума Карагандинского облисполкома от 10 февраля 1935 года в результате разукрупнения Акмолинского и Тельманского районов Карагандинской области. Административном центром района был определён село Вишнёвка (ныне — посёлок Аршалы).
В состав новообразованного района вошли следующие сельсоветы Акмолинского района: Александровский, Вишневский, Волгодоновский, Вячеславский, Кзыл-Аскерский, Михайловский, Николаевский, Ново-Владимирский, Ново-Георгиевский. Ольгинский, Сарабинский, Танагульский и Харьковский. Из Тельманского — Белоярский, Донецкий, Константиновский и Окольный. Впоследствии Окольный сельсовет будет передан в состав Осакаровского района после его образования в 1940 году.
Указом Президиума Верховного Совета КазССР от 14 октября 1939 года, Вишневский район был передан в состав новообразованной Акмолинской области.
Указом Президента Республики Казахстан от 14 ноября 1997 года № 3759 «О переименовании отдельных административно-территориальных единиц Акмолинской области и изменении их транскрипции»:
- Вишневский район был переименован в Аршалынский район.

## Экономика
В Аршалынском районе имеется комбинат строительных материалов и конструкций, завод железобетонных шпал, щебёночный и асфальтовый заводы, масло-, хлебозаводы и другие. По территории Аршалынского района проходят железные дороги Астана — Караганды, Астана — Павлодар, автомобильная дорога Астана — Караганды.

## Население
| Численность населения Аршалынского района | Численность населения Аршалынского района | Численность населения Аршалынского района | Численность населения Аршалынского района | Численность населения Аршалынского района | Численность населения Аршалынского района | Численность населения Аршалынского района | Численность населения Аршалынского района | Численность населения Аршалынского района |
| 1939                                      | 1959                                      | 1970                                      | 1979                                      | 1989                                      | 1999                                      | 2004                                      | 2005                                      | 2006                                      |
| ----------------------------------------- | ----------------------------------------- | ----------------------------------------- | ----------------------------------------- | ----------------------------------------- | ----------------------------------------- | ----------------------------------------- | ----------------------------------------- | ----------------------------------------- |
| 19 277                                    | ↗27 341                                   | ↗32 670                                   | ↘31 124                                   | ↗32 952                                   | ↘29 620                                   | ↘25 442                                   | ↘25 272                                   | ↘25 269                                   |
| 2007                                      | 2008                                      | 2009                                      | 2010                                      | 2011                                      | 2012                                      | 2013                                      | 2014                                      | 2015                                      |
| ↘25 172                                   | ↘24 971                                   | ↗27 940                                   | ↘27 605                                   | ↘27 343                                   | ↘27 302                                   | ↘27 119                                   | ↘27 081                                   | ↗27 225                                   |
| 2016                                      | 2017                                      | 2018                                      | 2019                                      | 2020                                      | 2021                                      | 2022                                      |                                           |                                           |
| ↗27 467                                   | ↘26 818                                   | ↗27 012                                   | ↗27 404                                   | ↗27 613                                   | ↘27 384                                   | ↘27 205                                   |                                           |                                           |

### Национальный состав
| №  | Национальность | 1939 год          | 2019 год          |
| -- | -------------- | ----------------- | ----------------- |
| 1  | Русские        | 9 192 (47,68 %)   | 11 409 (41,63 %)  |
| 2  | Казахи         | 4 196 (21,77 %)   | 10 917 (39,84 %)  |
| 3  | Немцы          | 84 (0,44 %)       | 1 434 (5,23 %)    |
| 4  | Украинцы       | 5 104 (26,48 %)   | 1 429 (5,21 %)    |
| 5  | Белорусы       | 102 (0,53 %)      | 471 (1,72 %)      |
| 6  | Татары         | 142 (0,72 %)      | 422 (1,54 %)      |
| 7  | Поляки         | 68 (0,35 %)       | 152 (0,55 %)      |
| 8  | Азербайджанцы  | -                 | 133 (0,49 %)      |
| 9  | Молдаване      | -                 | 121 (0,44 %)      |
| 10 | Ингуши         | -                 | 114 (0,42 %)      |
| 11 | Чеченцы        | -                 | 100 (0,36 %)      |
| 12 | Удмурты        | -                 | 88 (0,32 %)       |
| 13 | Марийцы        | -                 | 64 (0,23 %)       |
| 14 | Башкиры        | -                 | 52 (0,19 %)       |
| 15 | Корейцы        | 15 (0,08 %)       | 40 (0,15 %)       |
| 16 | Армяне         | -                 | 31 (0,11 %)       |
| 17 | Мордва         | 79 (0,41 %)       | 29 (0,11 %)       |
| 18 | Другие         | 295 (1,53 %)      | 398 (1,45 %)      |
| 19 | Всего          | 19 277 (100,00 %) | 27 404 (100,00 %) |

### Половозрастной состав
По данным Национальной переписи населения Республики Казахстан 2009 года:
| Возраст     | Мужчины, чел. | Женщины, чел. | Общая численность, чел. | Доля от всего населения, % |
| ----------- | ------------- | ------------- | ----------------------- | -------------------------- |
| 0 — 14 лет  | 3 046         | 2 966         | 6 012                   | 21,52 %                    |
| 15 — 64 лет | 9 829         | 9 786         | 19 615                  | 70,20 %                    |
| от 65 лет   | 824           | 1 489         | 2 313                   | 8,28 %                     |
| Всего       | 13 699        | 14 241        | 27 940                  | 100,00 %                   |

- Мужчин — 13 699 (49,03 %). Женщин — 14 241 (50,97 %).

## Административное деление
Аршалынский район — как отдельная административная единица 2-го уровня Казахстана, включает в свой состав 13 административно-территориальных образований 3-го уровня, в том числе: 1 поселковую администрацию и 12 сельских округов.
| №  | Административная единица        | Административный центр | Количество населённых пунктов | Население (2009) | Доля от всего населения, % |
| -- | ------------------------------- | ---------------------- | ----------------------------- | ---------------- | -------------------------- |
| 1  | посёлок Аршалы                  | посёлок Аршалы         | 1                             | 7 051            | 25,24                      |
| 2  | посёлок Жибек Жолы              | посёлок Жибек Жолы     | 1                             | ↗3945            |                            |
| 3  | Акбулакский сельский округ      | село Акбулак           | 2                             | 1 067            | 3,82                       |
| 4  | сельский округ Арнасай          | село Арнасай           | 2                             | 1 430            | 5,12                       |
| 5  | Анарский сельский округ         | станция Анар           | 2                             | 1 537            | 5,50                       |
| 6  | Берсуатский сельский округ      | село Берсуат           | 2                             | 901              | 3,22                       |
| 7  | Булаксайский сельский округ     | село Булаксай          | 3                             | 1 469            | 5,26                       |
| 8  | Волгодоновский сельский округ   | село Волгодоновка      | 3                             | 1 557            | 5,57                       |
| 9  | сельский округ Жибек Жолы       | село Жалтырколь        | 3                             | 4 627            | 16,56                      |
| 10 | Ижевский сельский округ         | село Ижевское          | 2                             | 1 962            | 7,02                       |
| 11 | Константиновский сельский округ | село Константиновка    | 3                             | 2 011            | 7,20                       |
| 12 | Михайловский сельский округ     | село Михайловка        | 3                             | 1 850            | 6,62                       |
| 13 | Сарыобинский сельский округ     | село Сарыоба           | 2                             | 1 469            | 5,26                       |
| 14 | сельский округ Турген           | село Турген            | 3                             | 1 009            | 3,61                       |

### Населённые пункты
В Бурабайском районе — 32 населённых пункта.
| №  | Населённый пункт | Тип                             | Население, 1999 | Население 2009 | Административная единица        |
| -- | ---------------- | ------------------------------- | --------------- | -------------- | ------------------------------- |
| 1  | Акбулак          | село                            | 819             | ↘808           | Акбулакский сельский округ      |
| 2  | Акжар            | аул                             | 216             | ↘182           | Булаксайский сельский округ     |
| 3  | Актасты          | село                            | 360             | ↘259           | Акбулакский сельский округ      |
| 4  | Анар             | станция                         | 1 508           | ↘1 117         | Анарский сельский округ         |
| 5  | Арнасай          | аул                             | 1 076           | ↗1 129         | сельский округ Арнасай          |
| 6  | Аршалы           | посёлок, административный центр | 7 126           | ↘7 051         | посёлок Аршалы                  |
| 7  | Бабатай          | станция                         | 350             | ↘301           | сельский округ Арнасай          |
| 8  | Байдала          | село                            | 231             | ↘158           | Берсуатский сельский округ      |
| 9  | Белоярка         | село                            | 654             | ↘411           | Константиновский сельский округ |
| 10 | Берсуат          | село                            | 778             | ↘711           | Берсуатский сельский округ      |
| 11 | Булаксай         | село                            | 942             | ↘840           | Булаксайский сельский округ     |
| 12 | Волгодоновка     | село                            | 941             | ↗1 004         | Волгодоновский сельский округ   |
| 13 | Донецкое         | село                            | 565             | ↘420           | Анарский сельский округ         |
| 14 | Жалтырколь       | село                            | 406             | ↗593           | сельский округ Жибек Жолы       |
| 15 | Жибек Жолы       | село                            | 2 487           | ↗3 873         | посёлок Жибек Жолы              |
| 16 | Ижевское         | село                            | 2 175           | ↘1 912         | Ижевский сельский округ         |
| 17 | Койгельды        | село                            | 375             | ↘326           | Волгодоновский сельский округ   |
| 18 | Константиновка   | село                            | 1 617           | ↘1 240         | Константиновский сельский округ |
| 19 | Костомар         | село                            | 395             | ↗447           | Булаксайский сельский округ     |
| 20 | Красное Озеро    | село                            | 232             | ↗107           | сельский округ Турген           |
| 21 | Михайловка       | село                            | 1 428           | ↘1 212         | Михайловский сельский округ     |
| 22 | Николаевка       | село                            | 437             | ↘337           | Михайловский сельский округ     |
| 23 | Ольгинка         | село                            | 396             | ↘301           | Михайловский сельский округ     |
| 24 | Разъезд 41       | разъезд                         | 81              | ↗116           | сельский округ Жибек Жолы       |
| 25 | Разъезд 42       | разъезд                         | 183             | ↗199           | Волгодоновский сельский округ   |
| 26 | Разъезд 102      | разъезд                         | 32              | ↗45            | сельский округ Жибек Жолы       |
| 27 | Родники          | село                            | 215             | ↘69            | сельский округ Турген           |
| 28 | Сарыоба          | село                            | 917             | ↘784           | Сарыобинский сельский округ     |
| 29 | Сарыоба          | станция                         | 686             | ↘685           | Сарыобинский сельский округ     |
| 30 | Турген           | село                            | 981             | ↘833           | сельский округ Турген           |
| 31 | Шоптиколь        | станция                         | 125             | ↘50            | Ижевский сельский округ         |
| 32 | Шортанды         | село                            | 477             | ↘360           | Константиновский сельский округ |

#### Упразднённые населённые пункты
Всесоюзная перепись населения 1989 года по Казахской ССР зафиксировала на территории Вишневского района — 1 поссовет и 11 сельсоветов с 39 населёнными пунктами (все — сельские).
Постановлением акимата Акмолинской области от 10 декабря 2009 года № а-13-532 и решением Акмолинского областного маслихата от 10 декабря 2009 года № 4С-19-5 «Об упразднении и преобразовании некоторых населенных пунктов и сельских округов Акмолинской области по Аккольскому, Аршалынскому, Астраханскому, Атбасарскому, Енбекшильдерскому, Зерендинскому, Есильскому, Целиноградскому, Шортандинскому районам» (зарегистрированное Департаментом юстиции Акмолинской области 20 января 2010 года № 3344):
- село Владимировка Сарыобинского сельского округа было переведено в категорию иных поселений и исключено из учётных данных;
- аул Шалгай Берсуатского сельского округа было отнесено в категорию иных поселений и включено в состав села Бирсуат (административного центра сельского округа).

Постановлением акимата Акмолинской области от 13 декабря 2013 года № А-11/556 и решением Акмолинского областного маслихата от 13 декабря 2013 года № 5С-20-10 «Об изменении административно-территориального устройства Акмолинской области» (зарегистрированное Департаментом юстиции Акмолинской области 21 января 2014 года № 3976):
- село Береке Волгодоновского сельского округа было переведено в категорию иных поселений и исключено из учётных данных;
- поселение села Береке — было включено в состав села Койгельды.

| № | Населённый пункт | Тип  | Административная единица      | Дата упразднения |
| - | ---------------- | ---- | ----------------------------- | ---------------- |
| 1 | Владимировка     | село | Сарыобинский сельский округ   | 10.01.2010       |
| 2 | Шалгай           | аул  | Берсуатский сельский округ    | 10.01.2010       |
| 3 | Береке           | село | Волгодоновский сельский округ | 21.01.2014       |

Всего 4 населённых пункта были упразднены в периоде 1991—1998 годов.